# Euphorbia pedroi
Euphorbia pedroi es una especie fanerógama perteneciente a la familia de las euforbiáceas. Es endémica de la península ibérica.

## Descripción
Es un arbusto que alcanza un tamaño de hasta de 2 m de altura, pulvinulado o dendroide, glabro. Tallos ascendentes o erectos, subcrasos multifurcados; corteza pardo-grisácea o pardo-rojiza, con cicatrices foliares transversales y estrías longitudinales. Hojas 25-60 x 4-10 mm, entre lanceolado-espatuladas y estrechamente obovadas, subcarnosas, sésiles, enteras, atenuadas en la base, obtusas o redondeadas en el ápice –mucronado y a veces emarginado–, verdes o algo glaucas. Pleocasio con (3)4-6(8) radios hasta de 40 mm, 1-2 veces bifurcados; brácteas pleocasiales estrechamente oblongas, elípticas u obovadas, enteras; brácteas dicasiales anchamente ovadas, elípticas, oblongas o suborbiculares, libres. Ciatio de 2,8-4 mm, con pedúnculo de 1-3 mm, glabro o levemente peloso en la base y en el pedúnculo; nectarios amarillentos, semicirculares o subtrapezoidales, subtruncados o biapendiculados, con apéndices de 0,2-0,4 mm. Fruto 4,2-5 x 5,8-7,2 mm, subesférico, deprimido, glabro, muy sulcado, verde amarillento o rojizo; cocas subangulosas en el dorso, carenadas, lisas o finamente punteado-papilosas. Semillas 2,8-3,2 x 2-2,3 mm, subovoideas, algo comprimidas dorsiventralmente, subgibosas en el ápice, lisas o rugulosas, de un color pardo rojizo; carúncula 0,4-0,6 x 0,8-1 mm, obnavicular, muy lateral.

## Distribución y hábitat
Se encuentra en rellanos, escarpes y fisuras de los acantilados marítimos, sobre derrubios calcáreos o margosos, pedregosos; a una altitud de 10-110 metros, en Estremadura, y acantilados costeros de Sesimbra, entre el cabo de Ares y el cabo Espichel, Portugal.

## Taxonomía
Euphorbia pedroi fue descrita por Molero & Rovira y publicado en Anales del Jardín Botánico de Madrid 55: 198. 1997.
Etimología
Euphorbia: nombre genérico que deriva del médico griego del rey Juba II de Mauritania (52 a 50 a. C. - 23), Euphorbus, en su honor – o en alusión a su gran vientre –  ya que usaba médicamente Euphorbia resinifera. En 1753 Carlos Linneo asignó el nombre a todo el género.
pedroi: epíteto otorgado en honor de A. Gómez Pedro de la Estación Agronómica Nacional.